# Lucas Hamilton
Lucas Hamilton (Ararat, Austrália, 12 de fevereiro de 1996) é um ciclista profissional australiano que milita na equipa Team BikeExchange.

## Palmarés
- 2017
  - Campeonato Oceânico em Estrada sub-23  
  - 1 etapa do Giro Ciclístico d'Itália
  - Tour de Alsacia

- 2019
  - Settimana Coppi e Bartali
  - 1 etapa do Tour da República Checa

- 2020
  - 2.º no Campeonato da Austrália em Estrada 
  - 1 etapa da Tirreno-Adriático

## Resultados em Grandes Voltas
| Corrida | Corrida         | 2017 | 2018 | 2019 | 2020 | 2021 |
| ------- | --------------- | ---- | ---- | ---- | ---- | ---- |
|         | Giro d'Italia   | —    | —    | 25.º | Ab.  | —    |
|         | Tour de France  | —    | —    | —    | —    | Ab.  |
|         | Volta a Espanha | —    | —    | —    | —    | 54.º |

—: não participa
Ab.: abandono

## Equipas
- Mitchelton Scott (2017)
- Mitchelton/BikeExchange[1] (2018-)
- Mitchelton-Scott (2018-2020)
- Team BikeExchange (2021-)